# Вербо
Вербо (исп. Verbo) — испанский фильм-триллер, написанный и срежиссированный Эдуардо Чаперо-Джексоном.

## Сюжет
Фильм рассказывает про внутреннюю борьбу с самой собой 15-летней девочки-подростка Сары, которая живёт со своей семьёй в пригороде, вдали от исторической части города. Она смогла развить шестое чувство, благодаря которому она стала воспринимать важные сообщения в виде граффити на стенах от некого Лирико, который на первый взгляд воспринимается как фантазия девушки.
У самой Сары не всё так удачно складывается в школе, в семье и со сверстниками, а также она влюблена в своего одноклассника Дарьо, но он, по её мнению, не замечает её, что делает завязку отношений невозможным. Сара не может понять этот мир и решает покончить с собой, выбросившись из окна собственной квартиры прямо на зеркала, которые она специально заготовила как место падения. Она совершает самоубийство, но тут же проваливается через эти зеркала и оказывается в параллельном мире, где ей предстоит пройти 3 серьёзных испытания, которые ей помогут пройти люди из параллельного мира, которые являются частью её воображения. Сара сумела преодолеть все три испытания и остаться в живых, где во втором испытании, борясь сама с собой, она назвала себя Вербо.
В конце фильма она произносит стихотворение из романа «Дон Кихот» в учебном классе, после чего покидает его, а вслед за ней уходит и Дарьо, который ей нравится. Фильм оканчивается, тем, что Сара сказала, что она нашла своё призвание в жизни (рисовать граффити), после чего поцеловалась с Дарьо, а вокруг них все бетонные серые здания разукрасились красивыми граффити.

## Роли
| Актёр                   | Роль               |
| ----------------------- | ------------------ |
| Альба Гарсия            | Сара               |
| Мигель Ангел Сильвестре | Лирико             |
| Наджва Нимри            | Инес               |
| Макарена Гомес          | Прозак             |
| Вероника Эчеги          | Медусса            |
| Нассер Салех            | Дарьо              |
| Адам Езерски            | Фоко               |
| Маноло Соло             | Профессор          |
| Фернандо Сото           | Рафа               |
| Виктор Клавихо          | Тотем              |
| Мишель Асанте           | Ночь               |
| Петер Перальта          | Японский подросток |
| Джедже Апали            | Гермес             |
| Сергио Вильалба         | Хуго               |

## Производство
Фильм был спродюсирован для Filmax компаниями Apaches Entertainment и Telecinco Cinema. Главные роли сыграли Альба Гарсия и Мигель Ангел Сильвестре.

## Выпуск
Выпуск фильма первоначально должен был быть в конце 2010 года, но произошла задержка. В итоге фильм вышел 4 ноября 2011 года, будучи при этом показанным на Кинофестивале в Сан-Себастьяне.

## Критика
Фильм получил смешанные, но в основном негативные отзывы кинокритиков.